# Oligia scriptonigra
Oligia scriptonigra är en fjärilsart som beskrevs av François Louis Nompar de Caumont de Laporte 1973. Oligia scriptonigra ingår i släktet Oligia och familjen nattflyn. Inga underarter finns listade i Catalogue of Life.